# Ereğli (Konya)
Pour les articles homonymes, voir Ereğli et Héraclée.
Ereğli est un chef-lieu de district de la province de Konya en Turquie. Elle est appelée en turc : Konya Ereğlisi, c'est-à-dire Ereğli de Konya pour la distinguer des deux villes homonymes de Turquie Ereğli (Karadeniz Ereğlisi) dans la province de Zonguldak et de Ereğli (Marmara Ereğlisi) sur la rive européenne de la mer de Marmara dans la province de Tekirdağ.

## Géographie
La ville est sur le plateau anatolien à l'entrée des Portes de Cilicie, cette position sur la route menant de Konya à Adana joue un rôle important dans son histoire.

## Histoire

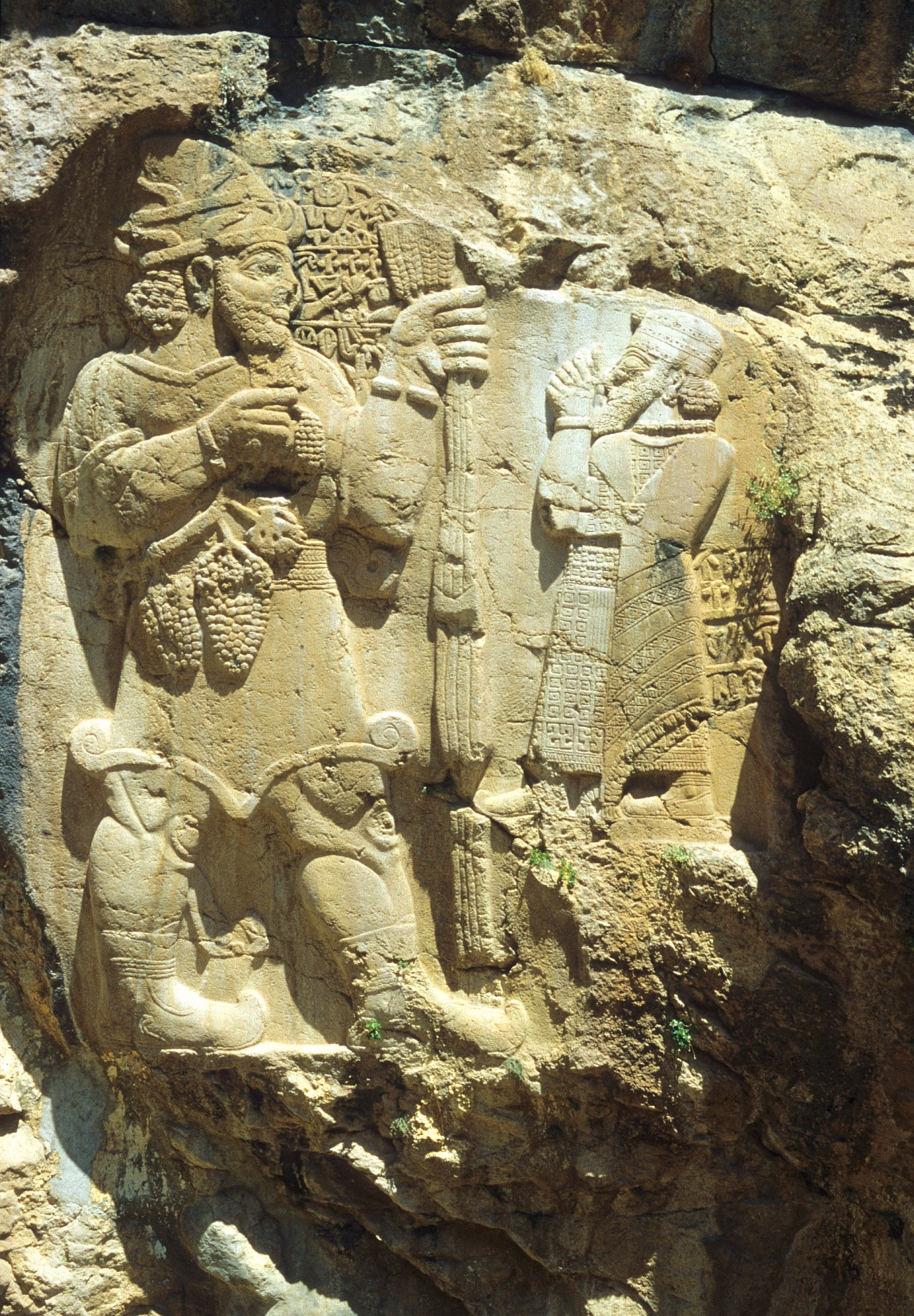
Le bas-relief hittite d’İvriz.

Le bas-relief hittite sur la rive méridionale du lac du barrage d'İvriz à une quinzaine de kilomètres au sud-est d’Ereğli est le témoin d’une présence humaine très ancienne dans la région (IIe millénaire av. J.-C.).
Ereğli s'est appelée Héraclée Cybistre ou simplement Cybistre (en grec : Ἡράκλεια Κύβιστρα ; en latin : Cybistra). En 51 av. J.-C., Cicéron, proconsul en Cilicie campe « à l'extrémité de la Cappadoce, non loin du mont Taurus, près de la ville fortifiée de Cybistre ». Il était alors chargé de rétablir l’autorité romaine dans la région et « de remettre la Cappadoce sous l'obéissance du roi Ariobarzane, et de le réconcilier avec ses peuples. »
Ancien évêché de la Cappadoce, elle est mentionnée comme suffragant de Tyane dans le Synekdèmos d'Hiéroclès et dans certaines des premières Notitiae Episcopatuum, et est actuellement un siège titulaire pour un évêque sans diocèse. Michel Le Quien en mentionne cinq évêques, dont Timothée, Cyrus et Acacius, et un autre vers 1069.
Au IXe siècle, la ville est saccagée à deux reprises lors d’incursions arabes dirigées par Hâroun ar-Rachîd.
Pendant la première croisade en 1101, une troupe de renfort traverse l'Anatolie dans l'ignorance de la disparition de la troupe initiale à sa traversée de l'Halys (Kizilirmak). Cette troupe tombe à son tour dans une embuscade tendue par ses archers turcs à Ereğli. Une petite troupe autour du comte Guillaume II de Nevers parvient à s'échapper et atteindre Antioche. La même année, un troisième groupe tombe lui aussi dans une embuscade au même endroit. Cette fois encore il n'y a que quelques survivants qui parviennent à Antioche.
En 1211, Léon II, roi d'Arménie prend Ereğli et Laranda (Karaman) aux Seldjoukides qu'il perd en 1216.
En 1225, Nûre Sûfî s’installe dans la région et fait d'Ereğli la première capitale du beylicat des Karamanides. La dynastie doit son nom à Karaman, fils et successeur de Nûre Sûfî. Cette dynastie va se maintenir jusqu’en 1475. En 1467, le sultan ottoman Mehmet II le Conquérant occupe Konya de manière permanente. Pîr-Ahmed, dernier Karamanide indépendant, se retranche à Karaman et à Nidğe où il combat alternativement contre son frère ou contre les Ottomans. Karaman et Ereğli sont détruites en 1469/1470. La famille Pîr-Ahmed et ses biens sont pris par les Ottomans. Pîr-Ahmed n’est pas tué et peut s’enfuir vers Tarse où il meurt en 1474.